# ويليام إليس (سياسي)
ويليام إليس هو سياسي كندي، ولد في 9 يوليو 1857، وتوفي في 17 أبريل 1926. انتخب عضو المجلس النيابي لنيوفندلاند ولابرادور ‏ (1904 – 1909).